# Robert von Schneider
Robert von Schneider (Vienna, 17 novembre 1854 – Vienna, 24 ottobre 1909) è stato un archeologo e numismatico austriaco, professore e direttore della Collezione delle antichità di Vienna.
Da 1907 al 1909 è stato il secondo direttore del Österreichisches Archäologisches Institut, succedendo a Otto Benndorf.

## Biografia
Robert von Schneider era figlio di Franz von Schneider, un chimico, che era stato consigliere ministeriale. Sotto l'infliuenza del padre iniziò lo studio della medicina. Dopo diversi semestri passò, nel 1874, allo studio delle scienze dell'antichità all'Università di Vienna, dove divenne allievo di Alexander Conze, un archeologo tedesco. Nel 1880, con il suo lavoro Die Geburt der Athena (la nascita di Atena) iniziò il suo dottorato con Otto Benndorf. Alla fine ebbe l'incarico inizialmente di "Kustosadjunkt" (aiuto curatore), e tre anni dopo di "Kustos" (curatore) e dal 1899 di direttore della collezione delle antichità del Kunsthistorisches Museum, che era stata inaugurata a Vienna nel 1891. Nel 1882 ha partecipato al trasporto dell'Heroon di Trysa da Gjölbaschi a Vienna, anche se non poté fare una relazione personale dei rilievi del palazzo.
Dalla metà degli anni 1890, dovette far fronte a crescenti problemi per il numero crescente di antichità. Nel 1895 ebbero inizio gli scavi austriaci a Efeso e nel 1896 arrivarono a Vienna i primi pezzi, come dono del sultano a Francesco Giuseppe. In breve tempo seguirono sempre più pezzi, tra cui una gran quantità di sculture, ma anche grandi blocchi di rilievi provenienti da Monumento dei Parti di Efeso, pesanti tonnellate. Il museo d'arte non poteva assorbire un numero così elevato di nuovi pezzi. Schneider pertanto organizzò nel 1901 una Mostra dei reperti di Efeso, temporaneamente al Theseustempel che si trova nel Volksgarten di Vienna e dal 1905 al Belvedere. Mise insieme i pezzi i due piccoli cataloghi. Su sollecitazione di Benndorfs, Schneider ottenne l'abilitazione nel 1894, divenne professore associato l'anno successivo, e nel 1898 professore ordinario. Tenne le sue conferenze in gran parte al museo. Nel 1898 divenne vice direttore del Österreichisches Archäologisches Institut, appena fondato, e dopo la morte di Benndorf nel 1907, ne divenne il direttore.
Schneider riuscì, come curatore e direttore della collezione delle antichità classiche, a presentarle in modo adeguato nel nuovo edificio del museo, il che, soprattutto per quanto riguarda i pezzi meno rilevanti e più piccoli non è stato sempre facile. L'equilibrio tra analisi scientifica dei reperti archeologici e la loro presentazione al grande pubblico è stato una delle principali preoccupazioni di Schneider. Di conseguenza uno dei suoi punti di forza non è stata solo l'elaborazione di cataloghi, ma anche la presentazione dei singoli pezzi che sapeva inserirsi in un contesto più ampio. 
In questo contesto un'eloquente testimonianza può essere considerata la opera principale di Schneider,  Album auserlesener Gegenstände der Antiken-Sammlung des Allerhöchsten Kaiserhauses (Album di squisiti oggetti della raccolta di antichità dell'Altissima Casa Imperiale). In questo testo ha usato un linguaggio chiaro e reale, ma ben curato, che è ancora ampiamente considerato come un esempio. Schneider nel suo lavoro Die Erzstatue vom Helenenberge (1893) è stato il primo scienziato, che ha valutato adeguatamente la statua ora nota come il Giovane del Magdalensberg. 
Il suo lavoro scientifico-letterario, non molto ampio a causa della morte prematura, è frutto dello studio intensivo dei reperti provenienti dall'Asia minore, dell'attività museale, dei vari obblighi supplementari come professore e come funzionario dello ÖAI.
Anche lo studio della eredità lasciata dai Romani in Austria, che aveva attratto già da giovane Schneider, dovette quindi essere trascurata, anche se faceva parte della scuola archeologica di Vienna e era anche negli interessi dello stesso Schneider.
Morì a soli 54 anni. Ludwig Curtius lo descrisse nelle sue memorie, come un uomo piccolo di costituzione minuta, di aspetto aristocratico pulito, come una personalità piena di bontà, amabile e disponibile per gli altri, completamente al servizio della bellezza, che aveva trovato nel mondo antico Schneider aveva una formazione ampia e indirizzata alle „belle arti“
Robert von Schneider nel 1889 divenne membro ordinario del Deutsches Archäologisches Institut.

## Pubblicazioni
- Die Geburt der Athena, Vienna 1880
- Die Erzstatue vom Helenenberge, Vienna 1893
- Album auserlesener Gegenstände der Antiken-Sammlung des Allerhöchsten Kaiserhauses, Vienna 1895
- Di un medaglista anonimo Mantovano, in Rivista italiana di numismatica, Milano, 1890.